# Martin Stock
Martin Stock (n. 1693 - d. 1752) a fost un pictor transilvănean. Este autorul picturii bisericilor luterane din Veseud, Șoarș, Deva și Șomartin.